# Тиран білогорлий
Тиран білогорлий (Tyrannus albogularis) — вид горобцеподібних птахів родини тиранових (Tyrannidae). Мешкає в Південній Америці.

## Опис

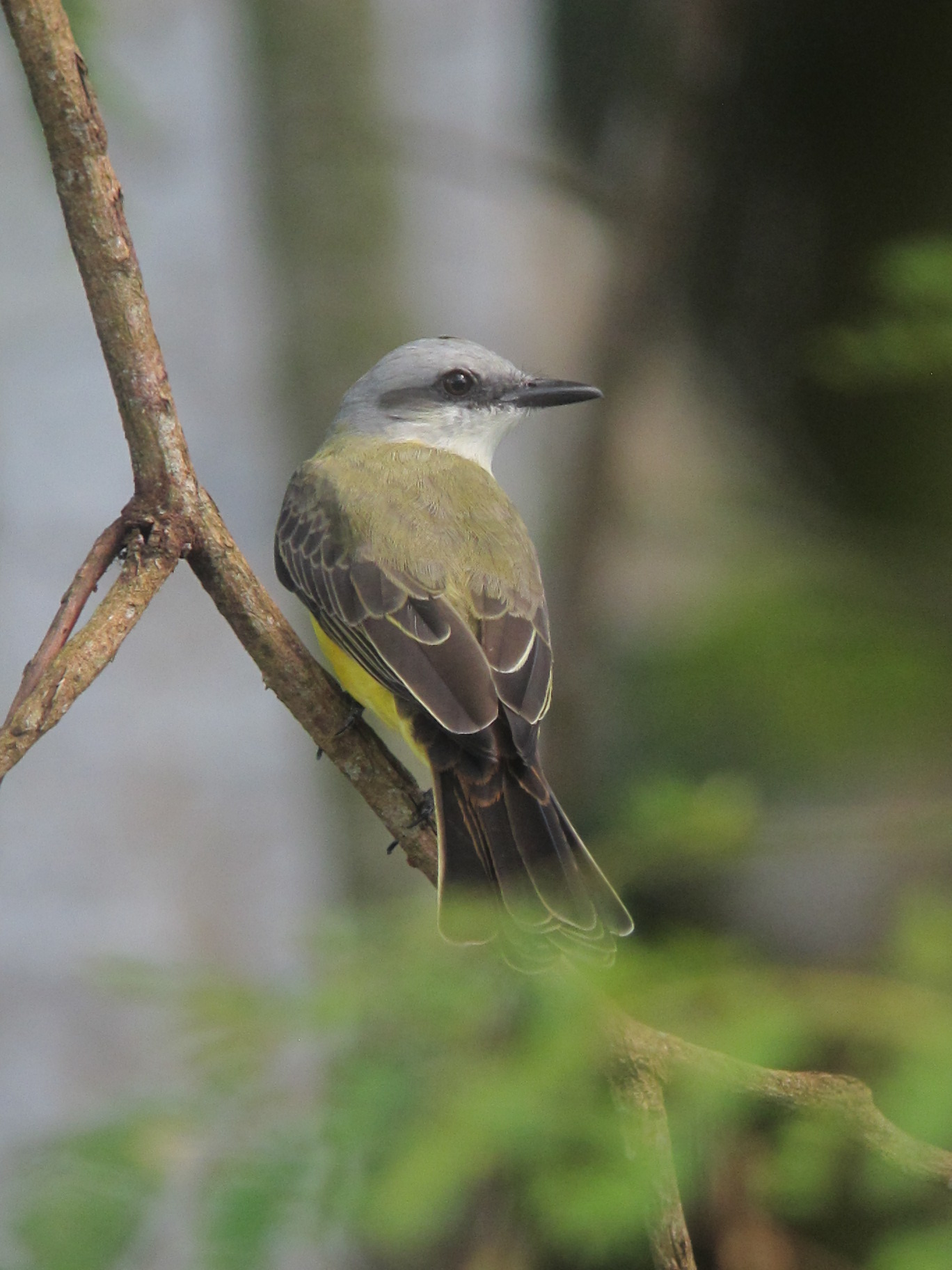
Білогорлий тиран

Довжина птаха становить 20-21 см, вага 35-38 г. Голова світло-сіра, на обличчі чорнувата "маска", горло біле. Верхня частина тіла зеленувато-оливкова, крила і хвіст довгі, коричневі, хвіст роздвоєний. Нижня частина тіла жовта.

## Поширення і екологія
Білогорлі тирани гніздяться на сході Бразильської Амазонії, на півночі Болівії, на півдні Гаяни, Суринаму і Французької Гвіани. Взимку частина популяції мігрує до західної Бразильської Амазонії, південної Венесуели, південно-східної Колумбії і східного Перу. Білогорлі тирани живуть на узліссях вологих тропічних лісів, в саванах серрадо, у вологих і сухих чагарникових заростях та на луках. Зустрічаються на висоті до 1000 м над рівнем моря. Живляться комахами.